# Artemis Fowl - L'incidente artico
Artemis Fowl - L'incidente artico (Artemis Fowl: The Artic Incident) è un romanzo fantasy per ragazzi scritto da Eoin Colfer nel 2002, secondo della serie di Artemis Fowl.

## Trama
Spinella Tappo e Cicca Verbil stanno vigilando un accesso alla superficie per sventare eventuali emersioni illegali. Durante un sopralluogo, scoprono dei Goblin con delle tute speciali anti-calore, armati di Nasomolle, fucili laser illegali banditi perché potenzialmente mortali. Una scaramuccia tra gli agenti e i goblin si risolve con un tuffo dei goblin stessi verso il vulcano in eruzione - si sa che i goblin non brillano per intelligenza.
Una successiva perlustrazione del navettiporto porta alla scoperta di una navetta clandestina, carica di Nasomolle adattati a funzionare con pile umane, proibite dal Popolo perché inquinanti.
Il legame tra i goblin e le pile dev'essere per forza un umano e il primo pensiero va alla vecchia conoscenza Artemis Fowl II. Rapito e portato a Cantuccio, viene sottoposto alla retimmagine, che permette di leggere le immagini impresse sulle retine. Scagionato da questa prova, Artemis decide di aiutare la LEP a trovare l'umano colpevole e i suoi collaboratori elfici. In cambio, chiede di essere aiutato nel salvataggio del padre, che si è scoperto essere vivo ma nelle mani della mafia russa.
Mentre Spinella, Julius Tubero, Artemis e Leale sono impegnati trattenuti in superficie da un agguato di goblin, negli Stati Inferiori gruppi di goblin armati attaccano la LEP. Le armi della LEP sono fuori uso e questo obbliga a una ritirata strategica all'interno del comando. Dietro all'assalto e al malfunzionamento delle armi c'è Opal Koboi, folletta megalomane in eterna rivalità con Polledro, in combutta con Briar Brontauro, ex-comandante LEP.
Sopravvissuti all'imboscata dei goblin, Julius Tubero e Spinella Tappo reclutano Bombarda Sterro, il nano cleptomane, per penetrare all'interno dei LabKob e mettere k.o. Opal e colleghi.
La missione di salvataggio di Artemis Fowl senior viene ripresa e portata alla conclusione con successo.

## Il messaggio in codice
Il messaggio, scritto in Centauriano, è facilmente traducibile grazie a un estratto dal libro Le Profezie di Capalla (unico manoscritto miniato centauriano superstite).

## Edizioni
- Eoin Colfer, Artemis Fowl: L'incidente artico, traduzione di Angela Ragusa, collana Oscar Mondadori, Arnoldo Mondadori Editore, 2002,  p. 301, ISBN 88-04-54308-6.